# 蕪内大橋
蕪内大橋（かぶうちおおはし）は、福島県白河市にある道路橋である。

## 概要
- 全長：138.0 m
- 幅員：9.0 m
- 形式：4径間PC桁橋
- 竣功：1994年[1]

白河市東部の東地区にて一級水系阿武隈川を渡り、白河市道蕪内関平線を通す。起点側の南詰は東蕪内字中川、上川に、北詰は字富田、庚子司に位置する。合併以前の東村道として建設された橋梁であり、旧東村中心部と泉崎村とを周辺の県道を用いず連絡するルートをなす。橋上は上下対向2車線で供用されており、歩道は設置されていない。親柱として4基の石造りの獅子像が設置されている。橋上からは那須連山の眺望が広がり、橋周辺の阿武隈川は日本白鳥の会により日本ハクチョウ重要越冬地100選の一つに選出されている。

## 沿革
- 1994年（平成6年）3月27日 - 東村道蕪内関平線の橋梁として竣工し、開通式が執り行われる[3]。
- 2005年（平成17年）11月7日 - 市町村合併により白河市道蕪内関平線の橋梁となる。

## 周辺
- 福島県道11号白河石川線（御斎所街道）
- 蕪内集会所

## 隣の橋
阿武隈川
（上流） - 白河大橋 - 細倉橋 - 蕪内大橋 - 常陸橋 - 吉岡橋 - (下流）